# André Girard (1909-1993)
Pour les articles homonymes, voir André Girard et Girard.
André Girard, né à Cahors le 22 avril 1909 et mort à Lyon le 4 juin 1993, est un ancien cadre de la SEITA et un membre de la Résistance française, dans le réseau de renseignement Alliance.

## Biographie
André Jean Louis Girard est né le 22 avril 1909 à Cahors ; rédacteur à l'administration des Tabacs depuis 1929, il exerce ses fonctions, après sa mobilisation en septembre 1939 puis sa capture à Dunkerque en juin 1940 et son évasion d'Allemagne en 1941, à Brive-la-Gaillarde.
Recruté par Marcel Lemoigne, frère de l'un des cadres du réseau de renseignement Alliance (Joël Lemoigne), il intègre ce réseau le 1er janvier 1943 sous le pseudonyme de « Pointer ». Il devient le chef du secteur « Hôpital » (région centre-ouest) après juin 1943. Sa récolte de renseignements lui permet de récupérer en octobre 1943 le plan d'évacuation des troupes d'occupation en France en cas de débarquement, qu'il transmet à Georges Lamarque, celui-ci le transmettant à Londres. En avril 1944, il dirige à la fois le secteur « Hôpital » et le secteur « Tunnel ». En août 1944, il est arrêté, ainsi que quatre autres de ses agents, par les FFI du colonel Rivier (commandant de la région R5), puis relâché avec ses compagnons par le colonel Guingouin, non sans avoir été privés de leurs biens.
Le 30 juin 1945, chargé de mission de 1re classe (assimilé au grade de capitaine) de la Direction générale des études et recherches, il est démobilisé à sa demande. Reversé dans son administration d'origine comme rédacteur principal, il est muté à la manufacture des tabacs de Riom puis devient directeur administratif et inspecteur de la manufacture des tabacs de Lyon jusqu'à son départ en retraite le 1er mai 1974. Il succède également à Jacques Soustelle au conseil municipal de Lyon en 1962 au cours de la mandature de Louis Pradel.
Le 24 juin 1973, en qualité de président du comité "Jean Moulin" pour le Rhône, il inaugure avec Laure Moulin, en présence de Raymond Aubrac et du docteur Frédéric Dugoujon, le monument érigé en hommage à Jean Moulin à Caluire-et-Cuire.
Décédé le 4 juin 1993 à La Mulatière, commune limitrophe de Lyon, et inhumé dans le cimetière de Saint-Sauves d'Auvergne, André Girard a été pendant de nombreuses années le trésorier national de l'Amicale des anciens du réseau Alliance. Il a publié ses mémoires de guerre en 1965 aux éditions France-Empire sous le titre Le temps de la méprise.

## Distinctions et honneurs

### Décorations nationales
- Officier de la Légion d'honneur (Décret du 12 juillet 1965)
  -  Chevalier de la Légion d'honneur (Décret du 25 octobre 1945)
- Croix de guerre 1939-1945 avec palme et étoile de bronze
- Médaille de la Résistance par décret du 6 avril 1944
- Médaille des évadés
- Croix du combattant volontaire avec agrafe "Guerre 1939-1945"
- Croix du combattant volontaire de la Résistance
- Croix du combattant
- Insigne des blessés militaires (une blessure)
- Médaille commémorative de la guerre 1939-1945 avec agrafes "France", "Libération" et "Allemagne"
- Médaille d'honneur du travail échelon vermeil
- Croix d'honneur du mérite franco-britannique (décoration associative)
- Médaille commémorative de la bataille de Dunkerque de 1940 (décoration associative)

### Décoration étrangères

#### Royaume-Uni
- King's Medal for Courage in the Cause of Freedom (GB)

#### Union européenne
- Croix du combattant de l'Europe (décoration associative)

## Ouvrage
- André Girard et Robert Hervet, Le temps de la méprise, France-Empire, 1965, 284 p. (lire en ligne)